# Vlag van Ohio
De vlag van Ohio werd op 9 mei 1902 aangesteld en was ontworpen door John Eisenmann. De grote blauwe driehoek vertegenwoordigt de heuvels en valleien van Ohio, en de strepen vertegenwoordigen de wegen en het vaarwater van Ohio, met name de rivier de Ohio. De zeventien sterren geven aan dat Ohio de zeventiende staat was die werd toegelaten tot de Unie. De witte cirkel met het rode centrum vertegenwoordigt niet alleen de eerste letter van de staat, maar ook de bijnaam van de staat, de Buckeye State.
De vlag van Ohio is de enige Amerikaanse statelijke vlag die niet rechthoekig is, en een van de weinige niet rechthoekige statelijke vlaggen ter wereld.